# Гвюдрун Агнарсдоуттир
Гвюдрун Агнарсдоуттир (исл. Guðrún Agnarsdóttir) — исландский политик и врач. Участвовала в президентских выборах в Исландии 1996 года.

## Биография
Гвюдрун Агнарсдоуттир родилась в Рейкьявике в семье Агнара Гвюдмюндссона и Бирны Петерсен 2 июня 1941 года.
В 1961 и 1968 годах получила степени в Университете Исландии. В течение следующих двух лет работала в больницах, прежде чем получить дальнейшее образование в Хаммерсмитской больнице и Королевской высшей медицинской школе в течение следующих одиннадцати лет. Получила исландскую медицинскую лицензию в 1978 году и британскую медицинскую лицензию в 1981 году.
С 1983 по 1987 год была членом парламента от Рейкьявика, с 1987 по 1990 год — членом парламента от Рейкьявика[что?], а также была членом парламента от Женского Списка. С 1987 по 1990 год Гвюдрун была первым заместителем спикера верхней палаты альтинга, а в 1983—1984 и 1986—1987 годах председателем парламентской партии Женский Список.
В июне 1996 году Гвюдрун Агнарсдоуттир участвовала в качестве кандидата на президентских выборах в Исландии 1996 года, соперничая с Оулавюром Рагнаром Гримссоном, и заняла там 26,37 % голосов.